# Ferdinand Porsche

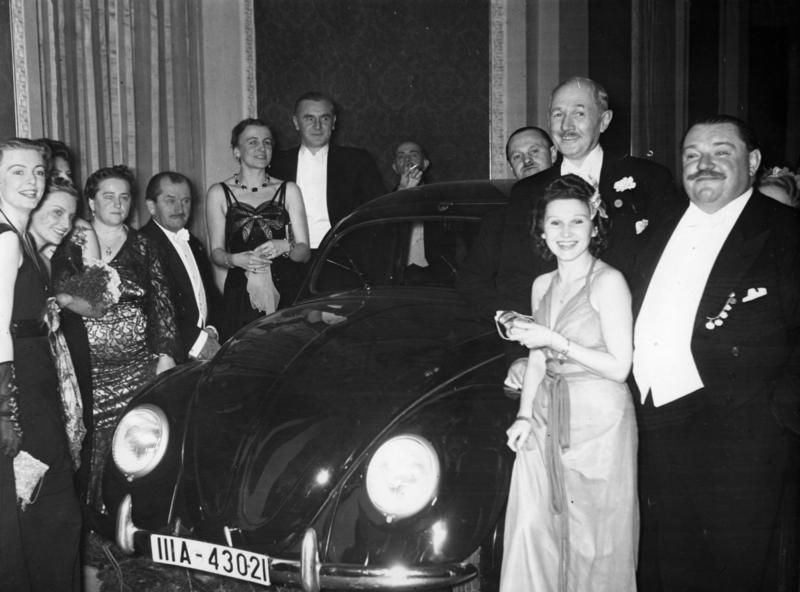
Ferdinand Porsche (4e van links) bij een Volkswagen Kever in 1939

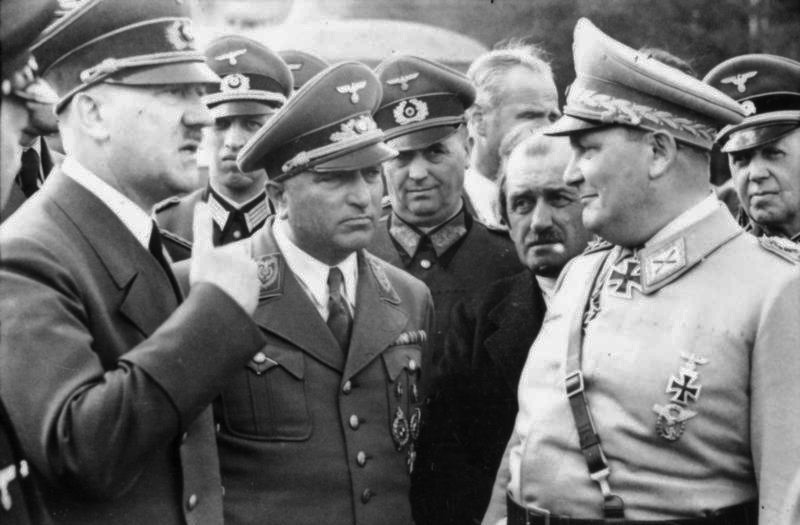
o.a. Adolf Hitler, Robert Ley en Hermann Göring in Wolfsschanze (1942), Ferdinand Porsche (3e van rechts)

Ferdinand Porsche (Maffersdorf, 3 september 1875 – Stuttgart, 30 januari 1951) was een Oostenrijkse autobouwer.

## Leven
Porsche werd geboren in Maffersdorf in het toenmalig Oostenrijk-Hongaarse Bohemen (het huidige Vratislavice nad Nisou in Tsjechië). Hij was een pientere veelbelovende jongen en werd erfgenaam van de metaalsmederijen van zijn familie. Tot grote teleurstelling van zijn vader gaf Ferdinand weinig om het smeden van metaal. Zijn talent lag meer op het gebied van de mechanica. Zijn ouders stuurden hem naar de Keizerlijke Technische School in Reichenberg, waar hij een opleiding volgde tot loodgieter. Daar maakte hij kennis met elektriciteit en rond 1893 trad hij op 18-jarige leeftijd in dienst bij Bela Egger & Co., een elektriciteitsbedrijf in Wenen, het latere Brown Boveri. In datzelfde jaar had hij een complete elektrische verlichting ontworpen en in zijn ouderlijk huis geïnstalleerd. Deze werd echter door zijn vader vernield en weggegooid. Samen met Belá Egger jr. ontwierp hij een elektromotor, die later werd toegepast in de Egger-Lohner C2 Phaeton.

### Elektrische auto's
Elektrische ontwerpen met betrekking op auto's paste hij toe door de ontwikkeling van een elektrische auto; in 1898 was de Egger-Lohner C2 Phaeton zijn eerste ontwerp. Porsche was de uitvinder van de eerste hybride auto ter wereld, de 'Sempre Vivus', die hij in 1900 ontwierp.
Daarna werkte Porsche voor verschillende autobedrijven. Zo hielp hij mee aan de ontwikkeling van de Lohner-Porsche en de Egger-Lohner C2 Phaeton, Austro-Daimler (o.a. de Austro-Daimler Sascha), NSU, Zündapp en Daimler-Benz. Hierna richtte hij zijn eigen ontwerpstudio op.

### Doctoraten
Vanwege zijn verdienste kreeg hij in 1917 een eredoctoraat van de Technische Hochschule Wien en het officierskruis in de Frans Jozef-orde.
Als erkenning voor de ontwikkeling van de tweeliter compressor Mercedes "Tipo Indy 2,0" die de Targa Florio won verleende de Technische Hochschule Stuttgart hem in 1924 de titel van doctor-ingenieur honoris causa (Duitse benaming: Dr. Ing. h.c.).

### Eigen bedrijf
In 1930 verhuisde hij van Oostenrijk terug naar Stuttgart om een eigen bedrijf te starten. Als werknemer stond hij bekend als onhandelbare perfectionist, om zijn gebrek aan financiële discipline en zijn opvliegende karakter. Met de voormalige coureur Adolf Rosenberger ging hij raceauto's ontwerpen. Op 10 mei 1933 ontmoette hij Adolf Hitler en wist hem te overtuigen geld beschikbaar te stellen voor zijn raceautoproject. Het contact was gelegd en in juni 1934 werd het contract ondertekend voor de ontwikkeling van de "Kraft durch Freude"-wagen, een auto voor het volk. Partner Adolf Rosenberger was een jood, op 5 september 1935 werd hij gearresteerd en opgesloten in een huis van bewaring. Hij werd door Porsche en zijn zoon Ferry uitgekocht tegen een fractie van de werkelijke waarde en emigreerde in november 1935 naar Frankrijk en vestigde zich in Parijs.

### Volkswagen
Medio 1936 presenteerde Porsche, met succes, zijn prototype Volkswagen aan Hitler. Porsche werd directeur van Volkswagen en Ferry nam het beheer van het ontwerpbureau in Stuttgart over.

### Tweede Wereldoorlog
Ferdinand Porsche stond aan de wieg van Volkswagen en het automerk Porsche en behoorde tot de Oostenrijkse school van auto-ontwerpers. Hij ontving in 1938 de Nationale Duitse Prijs voor Kunst en Wetenschap, de "Duitse Nobelprijs" en de daaraan verbonden 100.000 reichsmark. In de Tweede Wereldoorlog ontwierp Porsche, met wisselend succes, een aantal tanks, waaronder de enorme Maus. Daarnaast ontwierp hij ook militaire voertuigen die wél een succes waren, zoals de Kübelwagen en de Schwimmwagen.
Begin augustus 1945 werd Ferdinand Porsche aangehouden, omdat de geallieerden vooral interesse toonden in zijn bedrijfsgeheimen en veel minder in de bijzonder slechte werkomstandigheden van dwangarbeiders in de Volkswagenfabriek. Na vijf weken kwam hij al vrij. Medio december 1945 werden Porsche, zijn schoonzoon Anton Piëch en zoon Ferry gearresteerd in Baden-Baden door Franse legerofficieren. Ze waren, indirect, betrokken geweest bij de deporatie van zeven Peugeot-managers naar concentratiekampen, waarvan er drie om het leven kwamen. Op 31 juli 1947 werden Porsche en Piëch vrijgelaten uit een militaire gevangenis, na het betalen een borgsom van 1 miljoen Franse frank. Op 5 mei 1948 volgde vrijspraak voor de twee.

### Samenwerking met Volkswagen
In 1948 onderhandelde de Porsche-familie met Heinrich Nordhoff, de nieuwe directeur van Volkswagen. Het belangrijkste punt was de financiële compensatie voor het ontwerp van de Volkswagen Kever door Porsche. Afgesproken werd dat Porsche 1% van de waarde van alle afgeleverde Kevers zou krijgen en het Porsche-bedrijf in Salzburg kreeg het alleenrecht Volkswagens te importeren in Oostenrijk. Porsche Holding Salzburg werd op 1 maart 2011 door Volkswagen gekocht voor € 3,3 miljard. Deze afspraken met Volkswagen waren belangrijke mijlpalen in het vergaren van het familievermogen.

### NSDAP- en SS-lidmaatschap
Hij was lid van de Nationaalsocialistische Duitse Arbeiderspartij en de SS, wat in 2013 na protesten in zijn geboorteplaats leidde tot de verwijdering van straatnaamborden met zijn naam.
Ferdinand Porsche overleed op 75-jarige leeftijd op 30 januari 1951.

## Huwelijk en kinderen
Op 17 oktober 1903 trouwde hij met Aloisia Kaes. Ze kregen een dochter en een zoon:
- Aloisia Kaes (1878-1959)
  - Louise Porsche (1904-1999), gehuwd met Anton Piëch
    - Ernst (1929)
    - Louise (1932-2006)
    - Ferdinand (1937-2019)
    - Hans Michel (1942)

  - Ferdinand (Ferry) Porsche (1909-1998), gehuwd met Dorothea Reitz (1911-1985)
    - Ferdinand Alexander (1935-2012)
    - Gerhard (1938)
    - Hans Peter (1940)
    - Wolfgang (1943)

## Militaire carrière
- SS-Oberführer in de Allgemeine-SS: januari 1942

## Onderscheidingen
- Ridderkruis van het Kruis voor Oorlogsverdienste op 1 september 1944[11]
- Kruis voor Oorlogsverdienste, 1e Klasse (1942) en 2e Klasse[11]
- SS-Ehrenring in maart 1944[11]
- Nationale Duitse Prijs voor Kunst en Wetenschap in 1938[11]
- Wilhelm Exner Medaille in 1936
- Ritter-von-Gerstner-Medaille in 1976[12]
- Officier in de Frans Jozef-orde
- Ehrenzeichen Pionier der Arbeit op 1 mei 1942[11]